# All In (luta profissional)
All In é um evento pay-per-view (PPV) de luta livre profissional, atualmente produzido pela promoção americana All Elite Wrestling (AEW). O evento inaugural foi realizado de forma independente em setembro de 2018 e inspirou a formação da AEW alguns meses depois, em janeiro de 2019. Esse evento inaugural foi promovido por membros da The Elite, em associação com a Ring of Honor (ROH), que manteve os direitos do evento. The Elite se tornaria vice-presidente executiva da AEW, e a empresa estabeleceu um sucessor espiritual do All In, chamado All Out. Depois que o presidente da AEW, Tony Khan, comprou a ROH em março de 2022, ele obteve os direitos do All In e, subsequentemente, reviveu o evento em 2023 como um PPV anual de verão para a AEW. O All In é considerado o maior show do ano para a AEW, semelhante à WrestleMania da WWE. Também é considerado um dos "Cinco Grandes" PPVs da AEW, junto com o All Out, Double or Nothing, Full Gear e Revolution.
O evento inaugural de 2018, realizado na Sears Centre Arena (renomeada para Now Arena em 2020) em Hoffman Estates, Illinois, foi notável por ser o primeiro evento de luta livre profissional nos Estados Unidos promovido por uma organização que não fosse WWE ou World Championship Wrestling a vender 10.000 ingressos desde 1993. O evento de 2023, realizado no Wembley Stadium em Londres, Inglaterra, teve uma presença de 72.265 pessoas, o maior público da história da AEW e um dos maiores na história da luta livre profissional. Também foi o primeiro PPV da AEW realizado no Reino Unido e em um estádio de futebol. O evento de 2025 foi o primeiro PPV da AEW realizado em um estádio de beisebol e no estado do Texas.

## Produção

### Introdução
All In inaugural foi um pay-per-view (PPV) de luta livre profissional produzido de forma independente por membros do The Elite em associação com a Ring of Honor (ROH) e realizado em setembro de 2018 na antiga Sears Center Arena (renomeada para Now Arena em 2020) no subúrbio de Hoffman Estates, Illinois, em Chicago. O evento foi notável por ser o primeiro evento de luta livre profissional promovido fora da WWE ou World Championship Wrestling nos Estados Unidos a vender 10.000 ingressos desde 1993. O sucesso do show levaria à formação da promoção americana de luta profissional All Elite Wrestling (AEW) alguns meses depois, em janeiro de 2019, com The Elite se tornando vice-presidentes executivos da nova empresa. No primeiro aniversário do All In, a AEW estabeleceu um sucessor espiritual intitulado All Out. Em março de 2022, o presidente da AEW, Tony Khan, anunciou sua compra da ROH, obtendo por sua vez os direitos do All In, que pertenciam à ROH.
No episódio de 5 de abril de 2023 do Dynamite, a AEW anunciou que iria reviver o nome All In para um PPV a ser realizado no Estádio de Wembley em Londres, Inglaterra, em 27 de agosto, intitulado "All In London at Wembley Stadium". O evento marcou a estreia da AEW no Reino Unido e foi o primeiro PPV da promoção a ser realizado fora da América do Norte. O "All In London" venderia 60.000 ingressos nos primeiros três dias (incluindo a pré-venda). O evento alcançaria uma presença paga de 72.265 pessoas. Após o evento principal, que viu MJF defender o Campeonato Mundial da AEW contra Adam Cole, foi anunciado que o All In retornaria a Wembley em 25 de agosto de 2024.
Em 15 de agosto de 2024, foi anunciado que o evento de 2025 seria realizado no sábado, 12 de julho, no Globe Life Field, em Arlington, Texas, marcando o primeiro evento de PPV da AEW a ser realizado em um estádio de beisebol e no estado do Texas. Este também foi o primeiro evento de wrestling profissional realizado no Globe Life Field. O presidente da AEW, Tony Khan, desde então, se referiu ao All In como o maior show do ano da empresa, uma posição que anteriormente era ocupada pelo Double or Nothing.
Juntamente com o anúncio do evento de 2025, também foi revelado que o All In retornaria a Londres em 2026, embora a data exata e o local ainda não tenham sido confirmados.

## Eventos
| 1                                                   | All In (2018) | 1º de setembro de 2018 | Hoffman Estates, Illinois | Sears Centre Arena | The Golden Elite (Kota Ibushi, Matt Jackson e Nick Jackson) vs. Bandido, Rey Fénix e Rey Mysterio        | [ 15 ] |
| All Elite Wrestling (AEW)                           |               |                        |                           |                    | |        |
| 2                                                   | All In (2023) | 27 de agosto de 2023   | Londres, Inglaterra       | Estádio de Wembley | MJF (c) vs. Adam Cole pelo Campeonato Mundial da AEW                                                     | [ 16 ] |
| 3                                                   | All In (2024) | 25 de agosto de 2024   | Londres, Inglaterra       | Estádio de Wembley | Swerve Strickland (c) vs. Bryan Danielson em uma luta Título vs. Carreira pelo Campeonato Mundial da AEW | [ 17 ] |
| 4                                                   | All In (2025) | 12 de julho de 2025    | Arlington, Texas          | Globe Life Field   | Jon Moxley (c) vs. "Hangman" Adam Page em uma luta Texas Death pelo Campeonato Mundial da AEW            | [ 12 ] |
| 5                                                   | All In (2026) | TBA                    | Londres, Inglaterra       | Estádio de Wembley | TBA | [ 14 ] |
| (c) – refere-se ao(s) campeão(es) indo para a luta. |               |                        |                           |                    | |        |